# Saarijärvi (sjö i Finland, Kajanaland, lat 65,43, long 28,87)
Saarijärvi är en sjö i Finland. Den ligger i kommunen Suomussalmi i landskapet Kajanaland, i den nordöstra delen av landet, 600 km norr om huvudstaden Helsingfors. Saarijärvi ligger 263 meter över havet. Arean är 19,2 hektar och strandlinjen är 3,4 kilometer lång. Sjön  ingår i Uleälvens huvudavrinningsområde. 